# هوبز آدامز
هوبز آدامز (بالإنجليزية: Hobbs Adams)‏ هو لاعب كرة قدم أمريكية أمريكي، ولد في 2 نوفمبر 1902 في سان دييغو في الولايات المتحدة، وتوفي في 24 سبتمبر 2002.